# 누카다번
누카다 번(일본어: 額田藩 누카다한[*])은 일본 에도 시대 히타치국 나카군(현 이바라키현 나카 시) 내에 있던 번이다. 번청은 누카다 진야이다.

## 번의 역사
간분 원년(1661년) 9월, 초대 미토번주 도쿠가와 요리후사의 넷째 아들 마쓰다이라 요리모토는 형인 2대 미토 번주 도쿠가와 미쓰쿠니에게서 미토 번 내에 속해 있던 나카군 내의 2만 석의 영지를 분할 증여받아 누카타 번을 세웠다. 당초에는 미토 번으로부터 영지를 받지 않는 대신 2만 석 분의 연공을 받았으나, 이듬해인 간분 2년(1662년) 지가타(地方) 제도로 개정되면서 연봉을 직접 징수하게 되었다. 또, 고산케의 분가였기 때문에 산킨고타이의 의무가 없는 정부 다이묘(定府大名)였다. 겐로쿠 6년(1693년) 요리모토의 사망으로, 그의 장남 요리사다가 그 지위를 상속하였다.
겐로쿠 13년(1700년) 9월, 막부에게서 무쓰국 다무라군 내 등지에 2만 석의 영지를 받고 진야를 다무라 군 내의 모리야마로 이전하면서 이후 모리야마번으로 존속하였다. 이에 따라 누카다 번은 폐지되었고, 그 소령은 미토 번에 반환되었다.

## 역대 번주
1. 마쓰다이라 요리모토(松平頼元) 재위 1661년 ~ 1693년
2. 마쓰다이라 요리사다(松平頼貞) 재위 1693년 ~ 1700년